# Rider R-6
Il Rider R-6 "Eight Ball" è un aereo da competizione progettato e costruito per partecipare alle National Air Races statunitensi tenutesi nella seconda metà degli anni trenta.

## Storia del progetto
Keith Rider, un pilota californiano veterano delle corse aeree, realizzò per la stagione 1936, due nuovi velivoli sostanzialmente identici, l'R-4 "Firecracker" e l'R-5 "Jackrabbit".
Nel corso del 1937 Rider costituì una nuova società di costruzione aeronautica, la Union Aircraft Company, specializzata nella realizzazione di velivoli destinati a partecipare alle National Air Races. Nel corso del 1938 fu realizzato un nuovo tipo di aereo, denominato R-6, equipaggiato con un nuovo tipo di propulsore realizzato dalla Menasco, il Buccaneer. Il velivolo volò per la prima volta nel corso dello stesso anno nelle mani del collaudatore Roger Don Rae e ricevette il numero di gara 18 ed il soprannome di "Eight Ball". Fu la prima e ultima realizzazione della nuova società, in quanto con lo scoppio della seconda guerra mondiale le National Air Races vennero sospese a tempo indeterminato.

## Tecnica
Monoplano ad ala bassa, monomotore, di costruzione mista in acciaio, legno e tela, per competizione. La fusoliera, costruita in tubi d'acciaio era ricoperta di tela. L'impennaggio di coda era del tipo classico monoderiva, dotato di piani orizzontali controventati, rivestiti in metallo, così come il timone. La configurazione alare era monoplana ad ala bassa, di costruzione lignea, bilongherone, con rivestimento in compensato ricoperto da tela. Il carrello d'atterraggio era un triciclo posteriore retrattile, ad azionamento idraulico, dotato di pattino di coda fisso.
Il singolo pilota era ospitato in una cabina di pilotaggio chiusa, posizionata dietro all'ala, e dotata di parabrezza anteriore.
La propulsione era affidata ad un motore in linea Menasco B6S Buccaneer a 6 cilindri, raffreddati ad aria, erogante la potenza di 200 hp e azionante un'elica Hamilton-Standard bipala a passo variabile in volo.

## Impiego operativo
Con l'immatricolazione civile NX-96Y l'aereo prese parte alle National Air Races del 1938, affidato al pilota Joe Jacobson. Durante lo svolgimento del Greve Trophy l'R-6 "Eight Ball" gareggiò contro altri tre velivoli di produzione Rider, l'R-1, l'R-4 "Firecracker", e l'R-5 "Jackrabbit", classificandosi al terzo posto alla velocità media di 218,478 mph. Durante lo svolgimento del Thompson Trophy l'R-6 Eight Ball abbandonò la competizione durante il ventisettesimo giro.
In vista della gara del 1939 l'insegna "8 Ball" fu rimossa, sostituita dal numero 18 dipinto sulla fusoliera. Inoltre vennero installati una nuova ala, una nuova elica Hamilton-Standard a velocità costante, un meccanismo manuale di retrazione del carrello d'atterraggio e un nuovo sistema di contrappesi per l'impennaggio di coda. Affidato al pilota George Byars il velivolo fu continuamente perseguitato da problemi al propulsore, e non prese parte a nessuna gara.
L'aereo completamente restaurato è attualmente esposto presso il Planes of Fame Museum di Chino, California, vicino alla replica del precedente R-4 "Firecracker". Nel 1991 è stato temporaneamente esposto presso lo EAA Airventure Museum di Oshkosh, Wisconsin come parte di un programma volto a ricordare la "Golden Age of Air Racing" (in lingua inglese, l'epoca d'oro delle competizioni aeronautiche).

### Periodici
- (EN) Dennis Parks, Vintage Literature, in Vintage Aeroplane, vol. 19, n. 12, Oshkosh, EAA Antique Classic Division Inc., dicembre 1991.
- (EN) VAA News, in Vintage Aeroplane, vol. 31, n. 2, Oshkosh, EAA Antique Classic Division Inc., febbraio 2003,  p. 2.